# Tornseglare
För "tornsvala", observatör i luftbevakningstorn, se Luftbevakningstorn#Optisk luftbevakning
Tornseglare (Apus apus) är en fågel inom familjen seglare och enda representant för familjen i norra Europa. Till formen påminner seglarna om svalorna, men de är inte närmare besläktade med dessa tättingar, utan likheterna beror på konvergent evolution. Istället är seglarna närmast besläktade med kolibrier och trädseglare. Tornseglaren har ett stort utbredningsområde och häckar över stora delar av Palearktis. Den är en flyttfågel och har sina vinterkvarter i Afrika, framför allt söder om ekvatorn.
Tornseglare är extremt anpassade till ett liv i luften och efter att de kläckts befinner sig många individer i luften från det att de lämnar boet tills de häckar första gången vilket sker efter två till tre år. De uppträder mycket sällan på marken och ofta påstås det att arten inte kan, eller har mycket svårt att lyfta från plant underlag. Detta är emellertid inte fallet för en frisk fågel. Utanför häckningstiden uppehåller de sig i luften under flera månader ofta utan avbrott. På högsommaren är de sociala fåglarna mycket påfallande i luftrummet över städerna med sina gälla skrik. Vid sina flygmanövrer kan de i störtdykningar uppnå hastigheter på över 200 km/h.
Före 1980 var dess officiella trivialnamn tornsvala men eftersom arten inte är en svala bytte SOF:s namnkommitté dess namn. Förledet "torn" har fågeln tilldelats på grund av sin vana att bygga bo i exempelvis kyrktorn.
Tornseglaren är en vanlig och vida spridd fågel, men har i Sverige på senare tid minskat kraftigt i antal. Den upptas numera i Artdatabankens rödlista, som starkt hotad.

## Systematik
Seglarna behandlades länge som svalor. Carl von Linné var den första att beskriva tornseglaren taxonomiskt i sin Systema Naturae 1758 där han gav den det vetenskapliga namnet Hirundo apus. Hirundo är samma släkte där Linné även placerade ladusvalan (Hirundo rustica). Seglarna är dock inte alls nära besläktade med svalorna och de båda familjerna tillhör inte ens samma ordning, då svalorna tillhör ordningen tättingar medan seglarna, tillsammans med kolibrier (Trochilidae) och trädseglare (Hemiprocnidae) förs till antingen den egna ordningen seglar- och kolibrifåglar eller tillsammans med exempelvis nattskärrorna i ordningen skärrfåglar. Familjernas morfologiska likheter beror i stället på konvergent evolution vilken skett på grund av att båda anpassat sig till att fånga insekter i flykten.
Av de över 90 seglararterna i hela världen är tornseglaren den enda som har en vidsträckt utbredning i norra och centrala Europa. De flesta andra seglararterna hör hemma i tropiska områden.
I dag delas ofta arten in i två underarter:
- västlig tornseglare[12] Apus apus apus (Linné 1758) – häckar i Europa österut till Bajkalsjön och söderut till norra Afrika och Iran.
- Apus apus pekinensis (Swinhoe, 1870) – ibland kallad östlig tornseglare, häckar från Iran och österut genom Himalaya till Mongoliet och norra Kina. Vinterkvarteret ligger i och omkring Kalahariöknen.[13]

Se vidare Utbredning, biotop och flyttning.
Det finns även ett fossilt fynd som beskrivs som Apus apus palapus, det vill säga en förhistorisk underart till tornseglaren vilken återfunnits från tidig pleistocen i Stránská skála, Tjeckien och i Kövesvárad, Ungern och från mellersta pleistocen i Hundsheim, Österrike och i Tarkö, Ungern.

## Utseende och läte

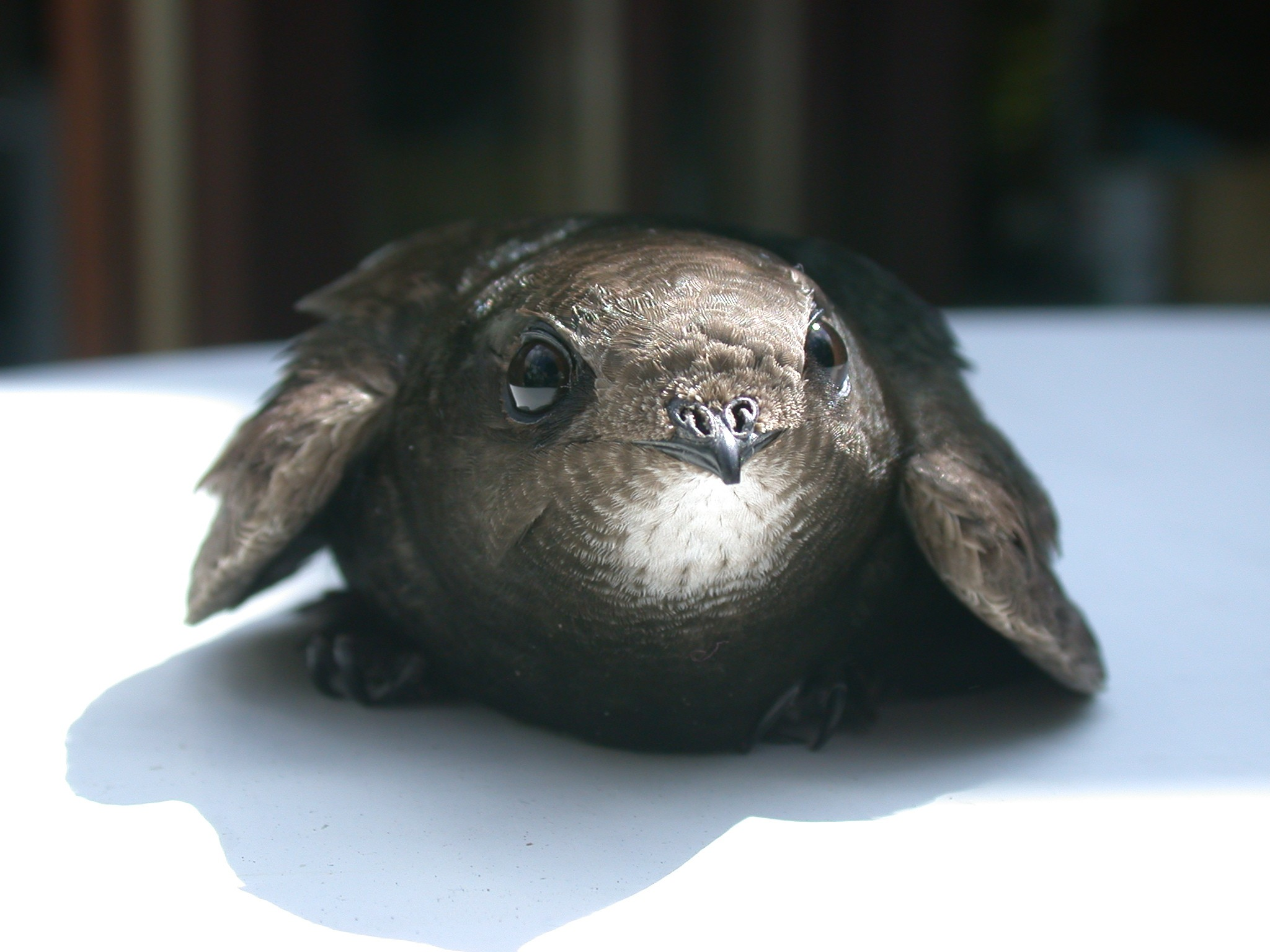
Tornseglare framifrån.

Tornseglaren är svartaktigt gråbrun, med undantag från en vitaktig fläck på strupen, som dock är svår att urskilja i flykten. Den svarta näbben är lätt nedåtböjd, mycket kort, baktill mycket bred och kluven ända upp under ögonen. Vingarna är mycket långa och spetsiga. De har mycket långa handpennor, men ovanligt korta armpennor. Vingens skärlika form är lätt igenkännlig när fågeln glidflyger. Stjärten är relativt kort och kluven. Tarsen är kort och fjäderbeklädd. De korta fötterna är svartaktigt köttfärgade. Den tredje och fjärde tån har bara tre leder vardera. Alla tårna är sinsemellan fria och framåtriktade. De fyra tårna slutar i skarpa klor, som liksom hos alla seglare är riktade framåt. Klorna är hoptryckta, vassa och krökta. Den har en klängfot, som inte är tillräckligt utvecklad för att fågeln ska kunna sitta på en gren eller telefontråd men den kan klänga sig fast vid trädstammar, takrännor och andra ojämna ytor. Hanar och honor kan inte åtskiljas till det yttre. Ansiktet ser framifrån runt ut, ögonen är relativt stora och iris är mörkbrun.

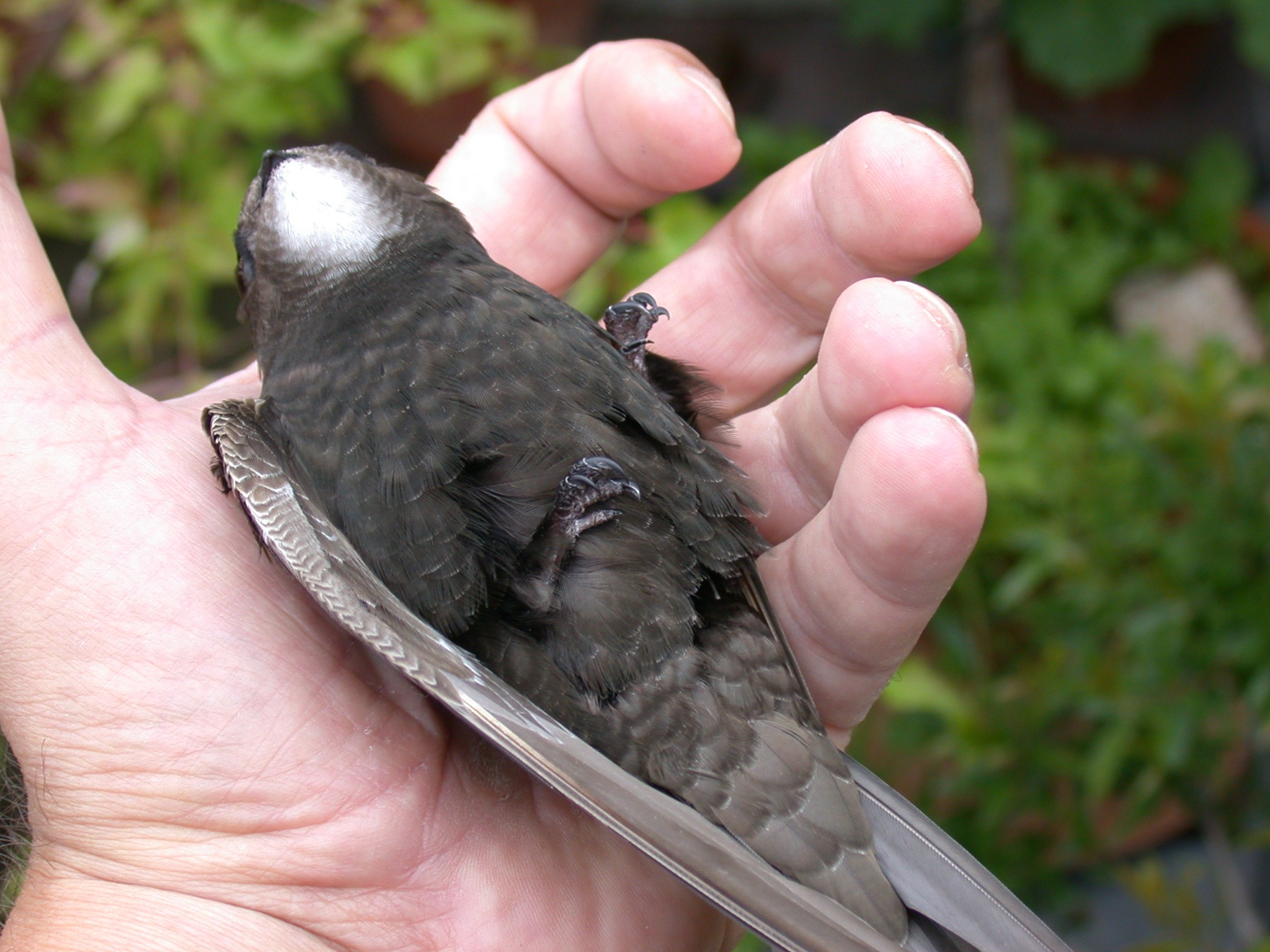
Tonisk immobilitet hos en fångad ungfågel.

Fågeln blir 16–17 cm lång. Bålens längd uppgår i genomsnitt till 17 centimeter. När vingarna sluts korsar de varandra och höjer sig ungefär fyra centimeter över stjärten. Handpennorna är starkt förlängda i jämförelse med andra fågelarters medan armen är kort och kompakt. Vingspannet mäter 40 och 44 centimeter. Adulta tornseglare väger i genomsnitt ungefär 40 gram, men vikten varierar ganska mycket beroende på näringstillgång. Icke häckande fåglar och de som nyss anlänt till boplatsen är ofta något tyngre än häckande fåglar.
Juvenilens dräkt är mörkare och mindre glänsande, det vita på strupen är mer utsträckt och renare än hos adulta fåglar. Dessutom skiljer sig juvenilen från de adulta fåglarna genom de vita fjäderkanterna, som är mest påfallande på skulderfjädrarna, vingpennorna och stjärtpennorna och framför allt pannan. Endast pannans vita bräm finns kvar tills den postjuvenila ruggningen, medan den övriga vita brämen ganska snart försvinner genom nötning. Ettåringar ser ut som adulta tornseglare, men går ibland fortfarande att identifiera på den slitna juvenila fjäderdräkten, och då främst på stjärtfjädrarnas bakkanter som starkare rundade.

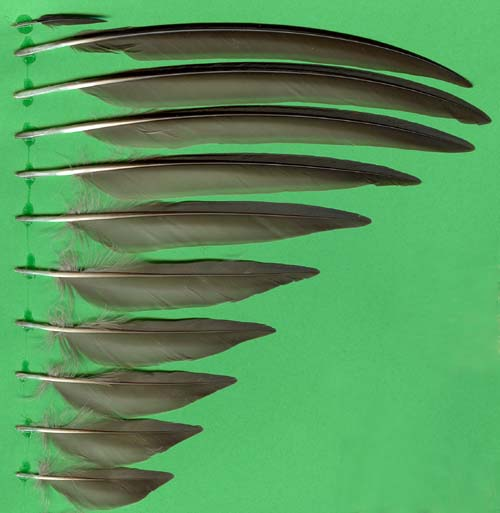
En tornseglares handpennor.

Den östliga underarten A. a. pekinensis skiljer sig från nominatformen genom att dess fjäderdräkt har en ljusare brunaktig ton vilket gör att den lätt kan förväxlas med blek tornseglare. Vingarna och i synnerhet armpennorna verkar dessutom gråbruna. Pannan är brunaktigt grå och skiljer sig tydligt från ovansidan i övrigt. Det vita på strupen är renare och mer utsträckt.

### Ruggning
Den postjuvenila ruggningen sker i det afrikanska vinterkvarteret och är en partiell ruggning. Vingpennorna och en del av de mellersta stjärtfjädrarna behålls. De tio handpennorna, som bildar en väsentlig bärande yta av vingen, byts först under nästa års ruggning och har då redan två resor till Afrika bakom sig.
De adulta fåglarnas årliga ruggning är komplett och kan påbörjas redan i juli med byte av fjädrarna på huvudet. Ruggningen av vingpennorna börjar i mitten av augusti eller början av september och pågår stegvis och parallellt på båda sidor under en period av 6 till 7 månader. Denna långsamma ruggning av vingpennorna garanterar att flygdugligheten inte påverkas alltför negativt. Vid en normal ruggningssekvens byts de tio handpennorna ut sist.

### Flykt
Tornseglarens kroppsbyggnad möjliggör en snabb, lättmanövrerad flykt med snabba akrobatiska vändningar i luften. Tornseglaren växlar mellan snabba djupa vingslag och längre glidfaser där vingarna sträcks ut nästan horisontellt och endast hålls lätt nedåtböjda. Vid stark termik kan tornseglare även segla. Karakteristiskt är ett ofta upprepat vippande utmed längdaxeln under glidfasen. I samband med de typiska snabba vändningarna kan man få intrycket att vingslagen sker asynkront.
För att undvika större höjdförluster avbryts glidflykten ofta med perioder då fågeln slår snabba vingslag under 0,5 till 22 sekunder (i genomsnitt ungefär 4 sekunder). Slagfrekvensen ligger oftast mellan 7 och 8 slag per sekund. I glidflykt uppnår den vanligen en hastighet av 20 till 50 km/h, i aktiv flykt 40 till 100 km/h och i spelflykt kan hastigheten överstiga 200 km/h. När de övernattar i luften flyger de i genomsnitt med en hastighet av 23 km/h. För flyttande fåglar ligger det optimala förhållandet mellan energiåtgång och tillryggalagd sträcka vid en genomsnittshastighet på ungefär 32 km/h.

### Läte
Framför allt vid kolonierna och vid kamp är tornseglare utomordentligt högljudda. Det mest typiska är det höga, gälla och entoniga, ofta upprepade "srii srii", som till och med kan överrösta stadens trafiklarm. Lätet hörs särskilt tydligt under kvällar i juni-juli, då de i stora flockar i kör ger ifrån sig skrik samtidigt som de flyger tätt över hustaken. Utöver detta har de några ytterligare en- eller tvåstaviga läten som "sprie" eller "sriiy" som tänjs ut till olika längd. Fåglar som jagar varandra ger ifrån sig ett "sirr" eller ett staccatoartat "sisisisi". Frekvensen på deras läten ligger mellan 4 000 och 7 000 Hertz, i ett högt, men för den mänskliga hörseln väl förnimbart frekvensområde.
Vid häckningsplatsen framför paret en duett som ungefär låter "svii-rii". Det ljusare "svii" kommer från honan och det något djupare "rii" från hanen. Detta beteende utgör den bästa möjligheten till åtskillnad mellan könen i fält. När en fågel letar efter potentiella häckningshålor gör den mycket snabba nästan attackliknande besök och bara touchar hålöppningen. Om en individ redan besitter häckningshålan, som inuti oftast är mörk, ger den ifrån sig sitt könsspecifika läte och den tillflygande fågeln får på sätt snabbt reda på om den kan vara en potentiell kandidat för parbildning.

### Åtskillnad av tornseglare och svalor
I Mellaneuropa jagar framför allt ladu- och hussvalor på liknande sätt som den något större tornseglaren i luften efter insekter, och ibland förekommer blandade grupper. De bästa åtskillnadskriterierna mellan de bägge taxonen är följande:
- Tornseglarens gälla skrik skiljer sig tydligt från svalornas snarare omärkliga "pladdrande".
- Tornseglarens smala, skärformiga vingar är i jämförelse med den slanka kroppen längre och flygsilhuetten liknar formen av ett ankare.
- Tornseglaren växlar mellan snabba djupa vingslag och längre glidfaser. Svalornas flykt verkar däremot fladdrigare och dansande. De slår dessutom vingarna något bakåt.

### Förväxlingsbara besläktade arter
Inom familjen seglare överlappar tornseglarens och alpseglarens (Tachymarptis melba) häckningsområden varandra, men alpseglaren är betydligt större och kännetecknas av den vita strupen och buksidan. Betydligt svårare är det att skilja tornseglaren från den lika stora blek tornseglare (Apus pallidus) i Medelhavsområdet och i Mellanöstern, där häckningsområdena överlappar varandra och fåglarna ofta ses i blandflockar då de jagar insekter. Tornseglaren verkar då i jämförelse "stiligare", kroppen är slankare, vingändarna är spetsigare och stjärten något djupare kluven. Fjäderdäkten hos blek tornseglare är något ljusare och snarare olivbrun i jämförelse med tornseglarens svartbruna. Som störst är förväxlingsrisken mellan den mörkaste underarten av blek tornseglare A. p. illyricus och den i jämförelse med nominatformen något ljusare underarten A. a. pekinensis av tornseglaren, som möter varandra under flytten och i vinterkvarteret.
Framför allt under flyttningsperioderna utgör enfärgad seglare (Apus unicolor) som häckar på Madeira och Kanarieöarna en förväxlingsmöjlighet och i de afrikanska vinterkvarteren finns det en rad afrikanska seglararter som exempelvis inyangsalangan (Schoutedenapus myoptilus), schoutedensalangan (Schoutedenapus schoutedeni), svartseglare (Apus barbatus), somaliseglare (Apus berliozi), bradfieldseglare (Apus bradfieldi) och nyanzaseglare (Apus niansae) som inte alltid är lätta att skilja från tornseglare.

## Utbredning och flyttning

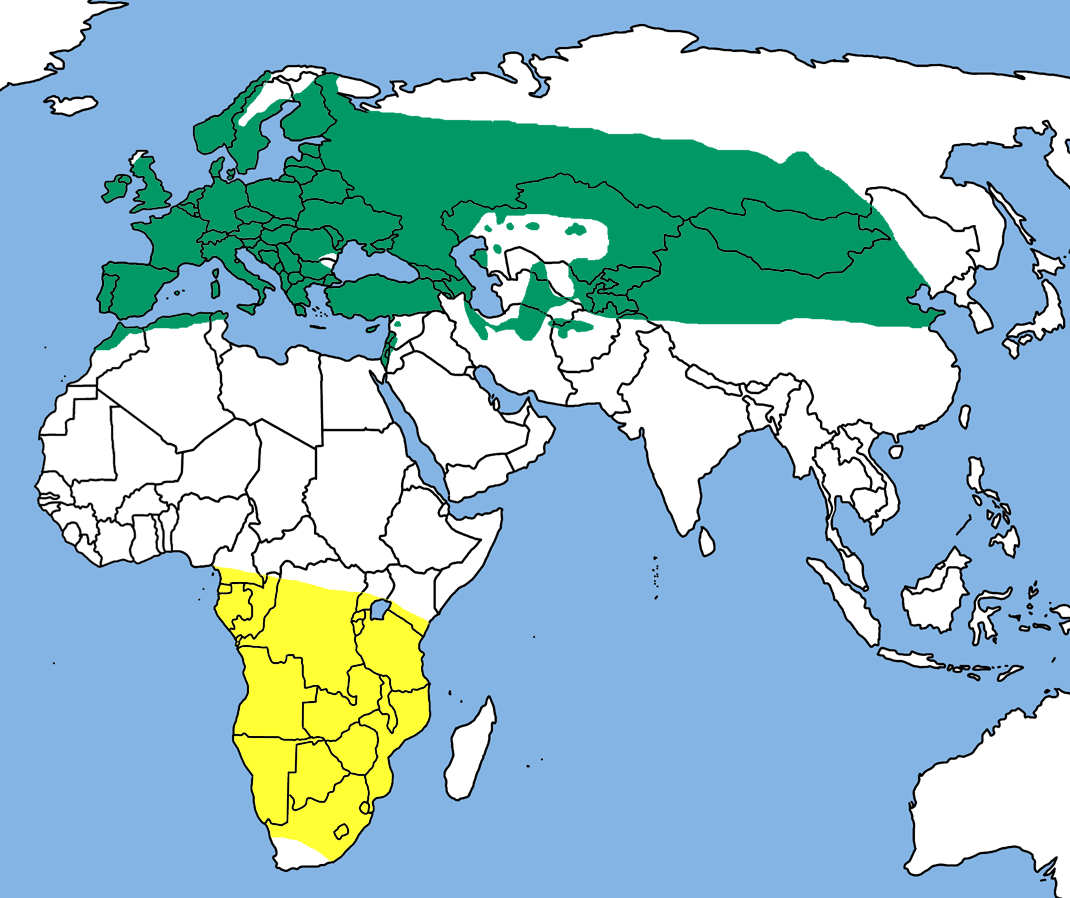
Tornseglarens utbredningsområde, grönt = häckningsområde, gult = vinterkvarter

### Utbredning
Häckningsområdet sträcker sig över stora delar av palearktiska regionen. På öarna i Medelhavet och i Europa häckar tornseglaren överallt utom i de nordligaste områdena, alltså Island, norra Skandinavien och tundrorna i Ryssland. Den saknas också i nordligaste delen av Skottland, på Färöarna, i Skandinaviens sydliga bergsregioner och delar av Alperna och av Balkanhalvön.  I nordvästra Afrika häckar tornseglaren alldeles nära Medelhavets kust och bebor också enligt vissa rapporter kortvarigt några av Kanarieöarna, som nu markerar häckningsområdets sydvästliga gräns. I Mellanöstern förekommer tornseglaren i Mindre Asien, vid Medelhavskusten och sporadiskt i Syrien som häckfågel. I Asien räcker häckningsområdet i norr upp till 60:e breddgraden. Områdets östgräns bildas av floden Oljokma i Sibirien, stora Chingan i nordöstra Inre Mongoliet samt de kinesiska provinserna Liaoning och Shandong. Det asiatiska häckningsområdets sydgräns löper ungefär längs 35:e breddgraden, men tornseglaren saknas i stäppbältet i Centralasien.
Under norra halvklotets vinterperiod, återfinns tornseglaren mellan Ekvatorialafrika och Sydafrika, från nordgränsen för de tropiska regnskogarna och ekvatorn i Östafrika till södra randen av Oranjeflodens bäcken i Sydafrika.

### Utbredning i Sverige
I Sverige sträcker sig tornseglarens utbredningsområde över hela landet, till strax norr om polcirkeln och den återfinns främst i anslutning till mänsklig bebyggelse. Den är ovanlig i fjällen, fjällbjörkskogen och i ytterskärgården. Tornseglaren anländer till Sverige i maj och flyttar söderut redan i slutet av augusti och början av september, till vinterkvarter i tropiska Afrika.

### Flyttning

Seglare i flykt

Tiden som tornseglare tillbringar i häckningsområdet och i de sydafrikanska vinterkvarteren utgör 3–3½ månader vardera, eller sammanlagt 6–7 månader per år. Resten av året tas i anspråk av flyttningen. Höstflyttningen sker kort efter att juvenilerna är utflugna. I Mellaneuropa sker detta oftast under andra hälften av juli eller början av augusti. Adulta fåglar som inte haft framgång med häckningen, årsungarna och de ännu inte könsmogna ettåringarna flyttar vanligen först, därefter häckande hanar och sist häckande honor. Honans längre uppehåll vid häckningsplatsen tjänar till att återuppbygga fettreserverna efter äggläggningen. Tidpunkten för uppbrottet bestäms av längden på dagen och höstflytten påbörjas när dagen ungefär underskrider 17 timmar. På grund av detta flyttar fåglar som häckar längre norrut senare. Exempelvis i Finland påbörjas höstflytten först under andra hälften av augusti. Dessa efterflyttare blir sedan "hetsade" genom mellersta Europa av den snabbt minskande dagslängden och noteras därför knappt av fältornitologer. Under flytten kan de hålla en medelhastighet på 300 km/dag, men en uppmätt fågel tillryggalade drygt 80 mil per dag. Flytten från Sverige till södra Afrika kan gå så snabbt som på två veckor.
Den förhärskande flyttriktningen från Mellaneuropa är sydväst till syd. Alperna bildar därför inget hinder. Framför allt vid dåligt väder följer tornseglarna loppen av floder där utbudet av föda är bättre. Populationerna i västra och mellersta Europa flyttar övervägande över Iberiska halvön och Nordvästafrika. De större flockarna som flyttar över östra Medelhavsområdet består främst av fåglar från sydöstra Europa och Ryssland. Den geografiska skiljegränsen och blandningsområdet är oklara. Vidare följer de seglare som har en västlig rutt till stor del nordvästra Afrikas kust mot Atlanten. Vanligtvis passeras Sahara i en non-stopflygning. När de når Afrikas savanner, tycks riktningen ändras åt sydost, tills de når huvudövervintringsområdet.
I det afrikanska övervintringsområdet följer stora mängder tornseglare den intertropiska konvergenszonen (ITCZ), som rör sig fram och tillbaka över ekvatorn beroende på solens zenitpunkter. I torra områden åstadkommer dessa säsongsvisa väderleksförändringar tillfälligt ett rikhaltigt utbud av insekter som tornseglaren tillsammans med andra fåglar utnyttjar.
Vissa tornseglare, sannolikt en del av de ettåriga fåglarna, förblir i Afrika. Majoriteten av de hemflyttande fåglarna flyttar norrut genom Afrika. Flyttningsriktningen löper något längre österut vid hemvändandet än vid avresan. Vid denna flyttning håller sig fåglarna helst på framsidan av lågtrycksområden, för att utnyttja det sydvästliga strömdraget i lågtryckets varmsektor. Vid höstflytten använder de däremot i stället de nordöstliga vindarna på baksidan av ett lågtryck.
I Mellaneuropa anländer tornseglarna om våren i huvudsak under andra hälften av april och första tredjedelen av maj. Den anländer till låglänta platser och områden i närheten av vattendrag tidigare än till mer höglänt terräng. Även i nordligare områden anländer fåglarna senare. Vädret har stort påverkan på hur lång tid flyttningen tar, så att ankomsttidpunkten även lokalt kan variera med ungefär tre veckor.

## Ekologi

### Biotop

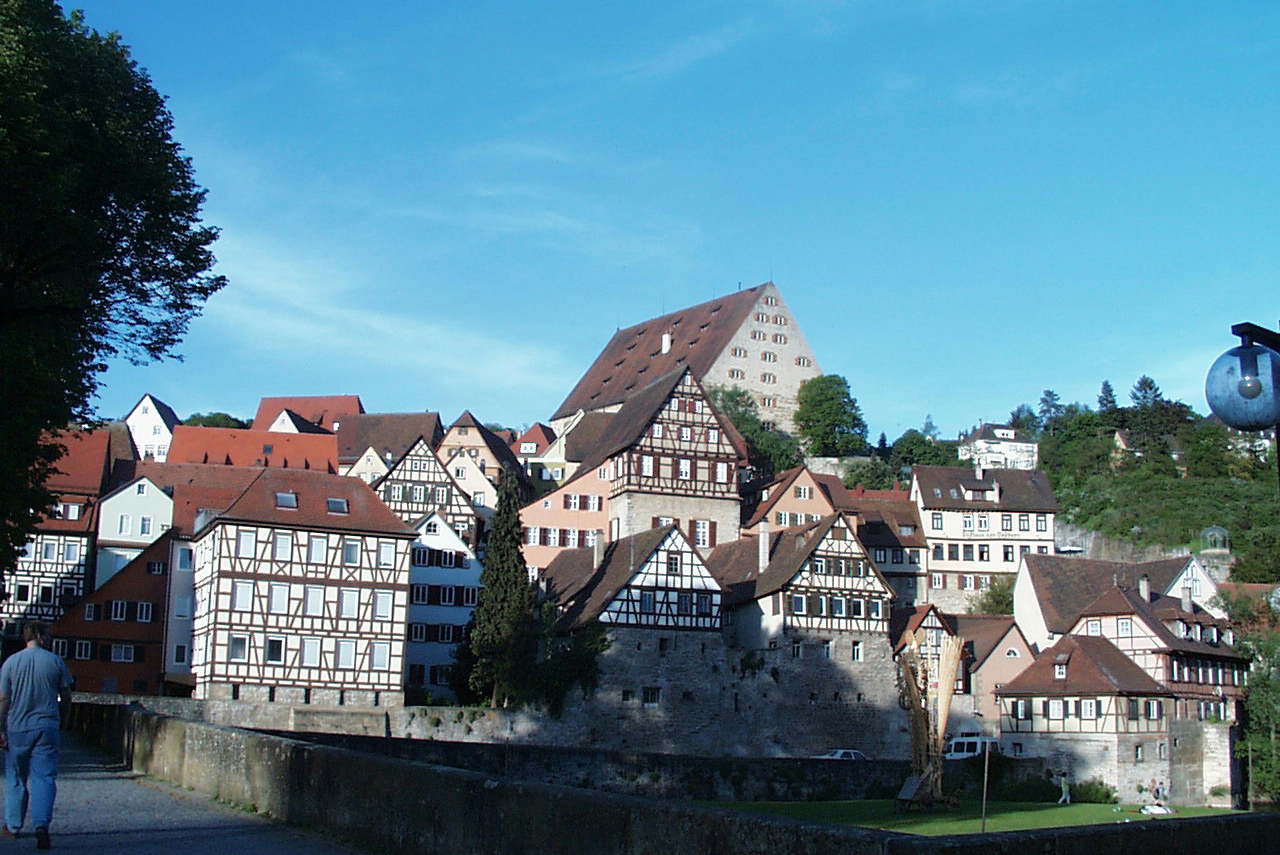
Gamla staden i Schwäbisch Hall med det så kallade "Neubau" ("Nybygget") från år 1527, som erbjuder boplatser för över 100 tornseglarpar.

I Mellaneuropa häckar tornseglaren huvudsakligen vid stenbyggnader med flera våningsplan, däribland bostadshus, kyrktorn, fabriksbyggnader och järnvägsstationer. Vid sådana byggnader används många slags hålrum under tak och takfötter, exempelvis gardinlådor eller sneda tegelpannor. Nybyggnader med släta fasader används knappt. Beroende på tillgång på lämpliga häckningsmöjligheter bosätter sig tornseglaren ofta endast på få ställen, som i ortscentrum, industri- eller hamnanläggningar, i småstäder ofta uteslutande vid kyrkor eller andra historiska byggnader.
Tornseglaren var ursprungligen huvudsakligen klipphäckare, men i dag är dessa ovanliga i Mellaneuropa och endast kända från några få regioner, som exempelvis Elbsandsteingebirge. Det förmodas att övergången från häckning i klippor till häckning i byggnader skedde under medeltiden. Möjligen utgjorde borgar byggda i klippor förbindelselänken till att fåglarna närmade sig mänskliga byggnadsverk och blev kulturföljare.
Tornseglaren häckar också i träd, i Mellaneuropa dock endast sporadiskt. I Tyskland stämmer detta exempelvis endast för en procent av de häckande paren. Av dessa befinner sig några i Harz, där de ekologiska sammanhangen blivit väl utforskade. Sådana trädhäckande tornseglare använder över 100 år gamla trädbestånd, för att där kunna vidareutveckla övergivna hackspettshål till bohålor. I norra Fennoskandien samt i vissa trakter i Ryssland undviker tornseglaren mänsklig bebyggelse och häckar i stället i skogspartier.
Både i häckningsområdet och i vinterkvarteret förekommer tornseglaren på alla höjdlägen där klimatförhållandena garanterar en tillräcklig tillgång på insekter. De högsta häckningsplatserna finns i underarten A. a. pekinensis utbredningsområde mellan 1 500 och 3 300 meters höjd. Denna underart har observerats på mer än 4 000 meters höjd vid födosöket. De högsta observerade flyttande fåglarna befann sig på en höjd av 5 700 meter vid Ladakh.

## Häckning
Tornseglare blir oftast könsmogna vid slutet av det andra levnadsåret. De ettåriga fåglarna tillbringar alltså efter återkomsten från Afrika den första säsongen i häckningsområdet utan att få ungar. Till viss del börjar de dock redan inspektera häckningshålor och ta dem i besittning. Adulta tornseglare bildar monogama par för minst en säsong, i regel över många år. Troheten mellan partnerna baseras på en utpräglad bindning till boplatsen. Partnerna anländer inte gemensamt till häckningsområdet, utan oftast med ungefär 10 dagars skillnad.
Häckningsperioden, som endast varar ungefär tre månader, möjliggör endast en årskull, men ersättningskullar när en kull har gått förlorad förekommer ofta, oftast i samma rede. Häckningsframgången är starkt beroende av vädret, men på grund av tornseglarens höga förväntade livslängd påverkas beståndet knappt ens av flera år utan tillväxt.

### Boplats och rede

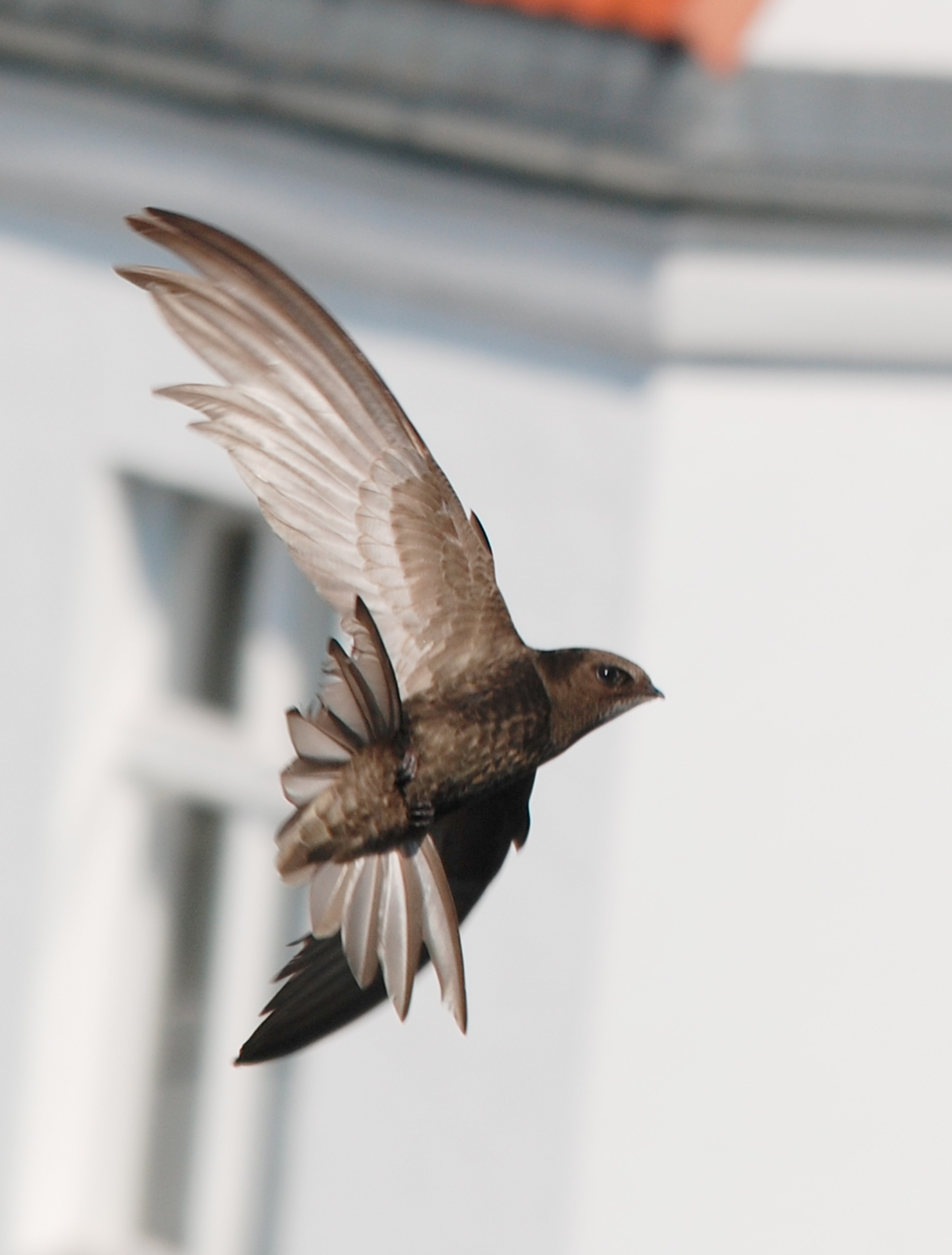
Bromsande tornseglare vid ankomst till boet.

Tornseglare är sociala kolonihäckare och föredrar boplatser i mörka, oftast horisontella hålrum med möjlighet till direkt inflygning. Ingången till bohålan ligger oftast på 6 till 30 meters höjd. Fågeln når ingången genom att bromsa upp en stor del av flyghastigheten med en kort stegring före landningen. Redet befinner sig i regel i det bakre hörnet av hålan, så långt bort från ingången som möjligt. Mellan hålets ingång och redet kan det ibland vara en gång med en diameter på minst 10 centimeter och en längd på upp till 70 centimeter där tornseglaren krypande tar sig fram. I motsats till alpseglare, där flera par kan dela samma ingång, använder normalt varje tornseglarpar en separat ingång.
Bobygget utförs av båda könen och kan börja redan en dag efter parbildningen. Fåglarna samlar bomaterial medan de flyger, med tillfälliga avbrott på grund av vindavhängigheten. Föremålen, som inte får göra för stort aerodynamiskt motstånd, transporteras oftast i näbben, mer sällan i strupsäcken eller med fötterna. Beroende på utbud byggs boet med grässtrån, blad, riskvistar, ull, knoppfjäll, frön, trådar, hår, fjädrar, textil- och pappersfiber och liknande. Redet bildar en rörig, flat skål med en fördjupning i mitten, som innesluts med klibbig saliv som tornseglaren utsöndrar från sina spottkörtlar och som snabbt härdar och blir till en armering. Redet klibbas fast på murar, torn, gamla byggnader, klippor eller ihåliga träd. Ett bo som används under många häckningsperioder efter varandra, vilket inte är ovanligt, byggs ut och förstärks med mer bomaterial och saliv. Genomsnittsdiametern för ett sådant bo kan öka från 9 till 15 centimeter. Ofta består boet av andra fåglars gamla bon under någon takpanna. Befintliga bon av andra hålbyggare som stare, gråsparv eller svart rödstjärt övertas ibland våldsamt och byggs om, ibland även när boet redan innehåller ägg eller ungar. Ombyggda bon orsakar på så sätt en avsevärd stank, som uppenbarligen inte stör tornseglaren.
Tornseglare kan ibland häcka i holk. Holkarna bör vara omkring 30×20 cm och 15 cm höga. Ingångshålet bör vara oval eller rektangulär med en höjd av ca 30 mm och en bredd av ca 55 mm. Öppningen ska inte ha för skarpa kanter. Holkhäckande tornseglare på eller invid fastigheter blir ofta oskygga och kan häcka på så låg höjd som 3-3,5 meter.

### Lek och parning
Flygleken börjar vid bra väder omedelbart efter ankomsten till häckningsområden, men kan även börja redan i vinterkvarteret från början av november. Vid flygleken förföljer två seglare varandra på ett avstånd av en till tio meter. Förmodligen är det hanen som förföljer honan. Med en typisk V-ställning på vingarna försöker han på ett överfallsartat sätt nå honan. Detta lekflygande verkar uppmuntrande, så att ytterligare fåglar ansluter sig eller inleder jakten på en annan fågel. Ofta övergår en sådan kollektiv flyglek ganska plötsligt i födosök.
Ibland förekommer även parbildning vid boplatsen, och i synnerhet kan tidigare partner ofta finna varandra i häckningshålan. Inkräktaren blir först mottagen av hålans innehavare med högljudda skrik och häftiga hotgester. De mycket upphetsade djuren reser sig upp flera gånger, vilket kan tolkas som lugnande gester. Endast långsamt utvecklar sig situationen och övergår till ömsesidig fjädervård. Om den ankommande är en partner från fjolåret är hotgesterna svagare och övergången till ömsesidig putsning sker betydligt fortare.
Parning genomförs såväl i häckningshålet som i luften. När det sker i boet håller sig hanen fast med näbben i nacken och med fötterna i fjäderdräkten på den liggande honan. Medan honan lyfter stjärten vrider hanen sin bakkropp nedåt. Vanligen följer tre till fyra parningar på varandra. Flygkopulationerna, som uppenbart bara utförs vid bra väder, börjar på en höjd av ungefär 80 meter och påminner om flygleken. Honan, som närmast lugnt flyger rätt fram, börjar vibrera med vingarna och förlorar i fart. Den följande hanen ökar sitt tempo, flyger mot honan snett ovanifrån och sätter klorna i ryggfjädrarna. Under parningen förblir vingarna lugna. Vid kopulationen förlorar paret i höjd och hastighet och åtskiljs normalt efter två till fyra sekunder.
Den evolutionära betydelsen av sådana flygparningar är svår att förklara, då det bevisligen också förekommer parningar i häckningshålet och frågan inställer sig vad orsaken kan vara till att fåglarna utsätter sig för en sådan risk med detta beteende. Men flygkopulationerna är belagda i många vetenskapliga källor, även hos andra seglararter. Förmodandet att flygkopulationer kunde utgöra en möjlighet till sexuell selektion för honan är inte hållbar, då frekvensen faderskap utanför parförhållandet hos tornseglare till och med för en "normal" kolonihäckare verkar vara utpräglat låg.

### Kull och ruvning

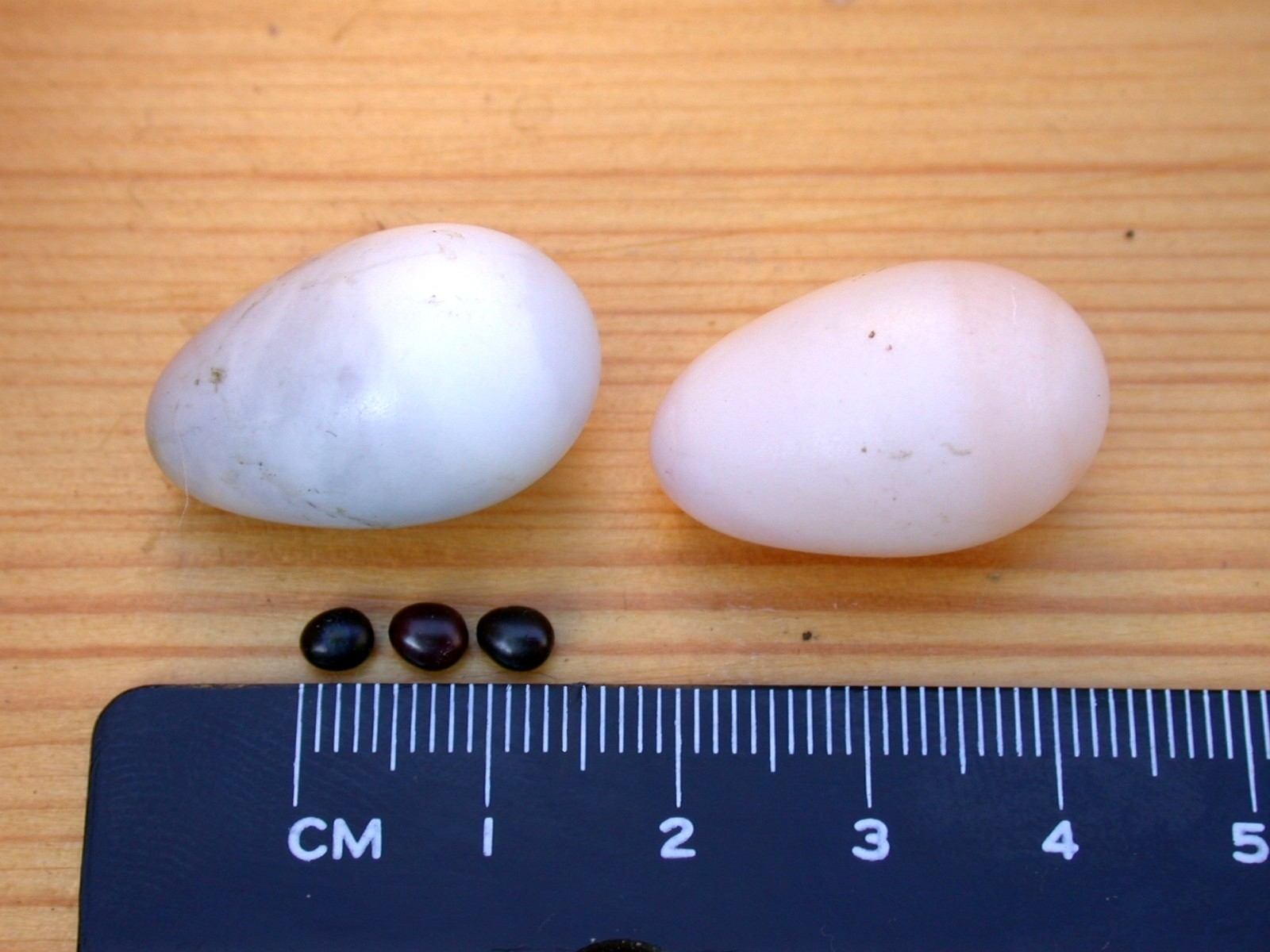
Ägg av tornseglare, undertill puppor av svalfluga.

Äggen är avlångt elliptiska, men med olika hälfter och med trubbig spets, för att förhindra att de faller ner. Om underlaget är slätt vävs ett nätliknande stöd för äggen av fjädrar och dylikt. Äggen mäter 25 × 16 millimeter. Skalet är vitt och glanslöst, och de gråa fläckarna kommer från avföring från svalflugor (Crataerina pallida). I mer än 90 procent av fallen består kullen av två till tre ägg, ibland av bara ett ägg och mycket sällan av fyra ägg. Vanligtvis sker äggläggningen i Mellaneuropa under andra hälften av maj och oftast under förmiddagen. I Norden läggs äggen i juni.
Såväl kullens storlek som ruvningstiden är starkt beroende av väderleken. Ruvningen kan vara mellan 18 och 27 dagar men i genomsnitt 19 dagar. En sådan tidsmässig flexibilitet och längd utgör en ovanlighet hos en fågel av denna storlek. Föräldrarna ruvar ägget tillsammans och byts av så att de nästan alltid ruvar lika länge var. Vid väderleksbetingade pauser i ruvningen är äggen resistenta mot nedkylning.

### Ungarnas utveckling
Äggen kläcks oftast under en period av två dagar. Ungarna föds blinda och fullständigt nakna. Tiden då dunungarna stannar i boet är liksom ruvningstiden starkt beroende av väderleken och kan variera mellan 38 och 56 dagar, men sällan överstiger denna period  40 dagar. Under de första två till 7 dagarna värmer föräldrarna dem ständigt. Senare vid gynnsammare väderlek görs detta endast nattetid. Födan samlas av föräldrarna i strupsäcken och formas med saliv till en hasselnötsstor kula, i vilken flera smådjur fortfarande är levande. Endast under de första dagarna fördelas bollarna i portioner till boungarna. Senare lämnas de som en helhet till ungarna som ropar och tigger med näbbviftningar. Färska exkrementer sväljs i början av de adulta fåglarna och bärs senare bort i strupsäcken.

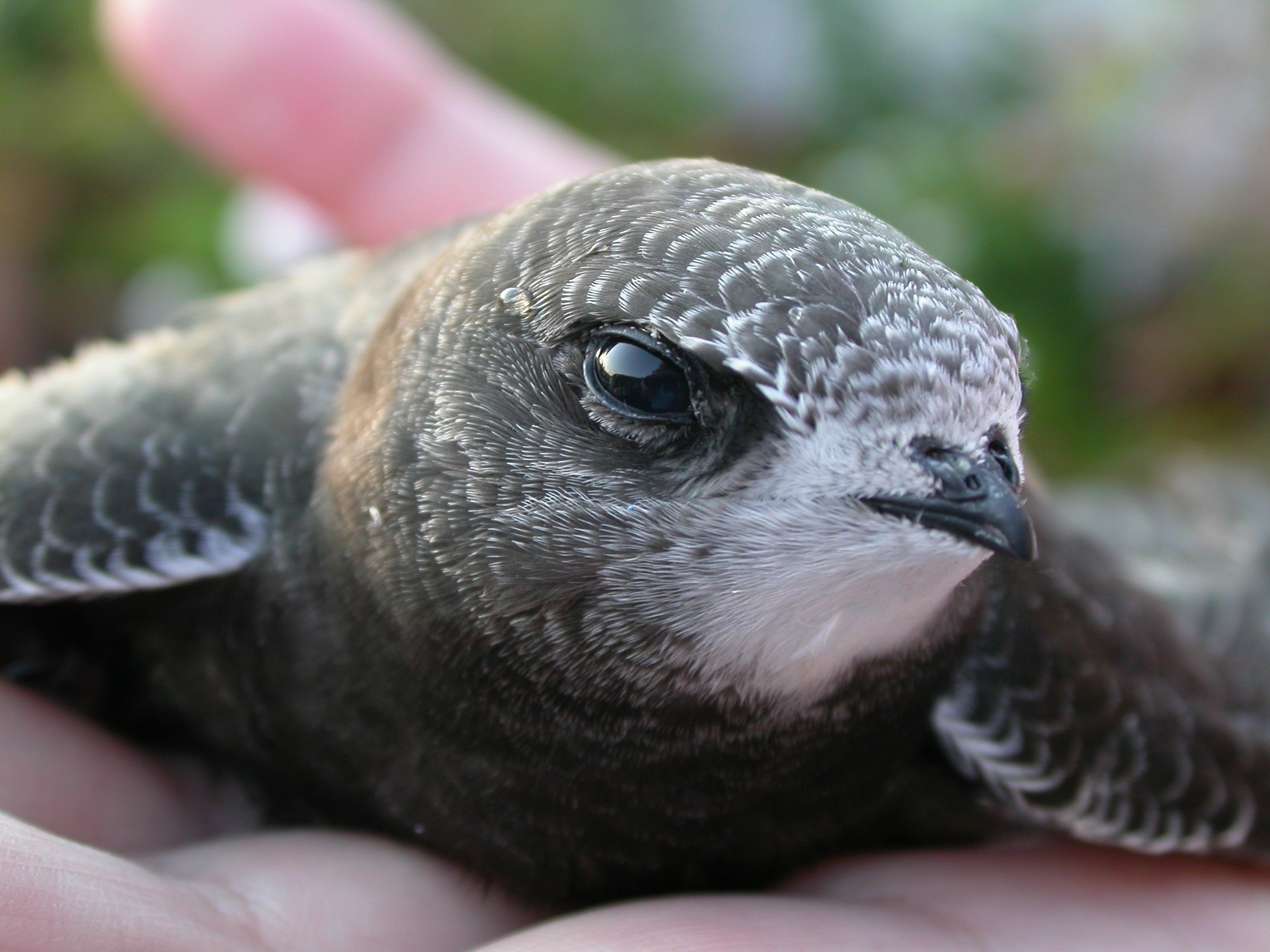
Juvenil tornseglare.

Efter två till tre veckor skuttar ungarna omkring flaxande i häckningshålet, till en början bara i några sekunder åt gången. Efter ungefär en månad häver de upp kroppen med hjälp av de utsträckta vingarna, så att fötterna lyfter från underlaget. Denna ställning kan de hålla i tio sekunder eller längre före utflygningen. Även nattetid genomför boungar typiska flygrörelser.
Under optimala betingelser kan boungar, som vid kläckningen väger ungefär tre gram, uppnå sin högsta vikt på upp till 60 gram på mindre än tre veckor. De väger då en och en halv gång så mycket som en adult fågel. Först ett par dagar innan de blir flygga avbryter de tiggandet och avmagrar till den optimala flygvikten på ungefär 40 gram. Undersökningar har visat att till och med när tilläggsvikter satts fast på ryggen eller när man klippt vingspetsarna inkräktar inte detta på juvenilernas förmåga att avstämma sin vikt optimalt på dagen för utflygningen. Det antas att de ovan beskrivna "armhävningarna" i detta sammanhang också möjliggör bestämning av förhållandet för kroppsvikt och vingyta.
Dagen för utflygningen tillbringar boungarna till största delen vid flyghålet. Det förflyter ofta många timmar då de juvenila fåglarna med utspärrade vingar och utbredd stjärt hela tiden sträcker ut huvudet ur hålet. Föräldrarna är inte närvarande vid utflygningen. Vid sena häckningar befinner de sig i vissa fall redan på flyttning till vinterkvarteret. Förmodligen som skydd mot predatorer sker utflygningen oftast på kvällen. När så den lämnar hålan för första gången flyger den inte direkt upp i luften, utan faller ett par meter för att sedan få den nödvändiga hastigheten för att flyga. De juvenila fåglarna är självständiga genast efter utflygningen och tillbringar första natten i luften.

## Livslängd
Tornseglare har en hög medellivslängd och en bland fåglar ovanlig åldersstruktur, då även hög ålder är vanlig. Den årliga mortaliteten för adulta fåglar uppskattas i medeltal till 20 procent. Den genomsnittliga livslängden för adulta fåglar ligger mellan 4,3 och 6,2 år. För flygga juveniler ligger den på ungefär 2,4 år. En ålder på tio år och mer är inte sällsynt, och vid några tillfällen har man genom ringmärkning påvisat fåglar som varit äldre än 20 år.
Vädrets direkta eller indirekta inflytande på livslängden är betydlig. Vid våtkallt väder då temperaturen dagtid är under 10–12 grader är hela populationers existens hotad. Speciellt om ett sådant väderläge dessutom har en stor utbredning eller att en vidare flygning vid lågtryck förhindras av någon form av barriär. En sådan massdöd av adulta djur kan decimera en population, men om populationen som överlever kan reproducera sig som normalt kompenserar detta för decimeringen, på bara ett års tid.

## Beteende

### Aktivitet
Aktivitetens början är starkt beroende av vädret. Häckfåglarna, som övernattar i boet, lämnar detta i juni vid 50:e breddgraden, som löper genom i mitten av Tyskland, genomsnittligt 15 minuter före soluppgång, men vid 60:e breddgraden, som löper genom södra Finland, däremot en timme före soluppgång på grund av den längre skymningen. Vid molnighet, starkare vind och lägre temperatur ger sig fåglarna ofta ut i luften väsentligt senare och först när det blivit mycket ljusare. Vid mycket dålig väderlek gör de inga eller endast oregelbundna, sporadiska utflygningar. Aktivitetens slut är däremot mycket mindre påverkat av vädret och ligger exempelvis vid 50:e breddgraden i juni vid klart väder ungefär vid en halvtimme efter solnedgången. För att bättre utnyttja dagsljuset sker födosöksflygning även över höjder, medan häckplatserna i dalarna fortfarande eller redan ligger i mörker.

### Övernattning i luften
Under häckningen sover paret i boet, men annars tillbringar många fåglar nätterna på runt 3000 meters höjd. 
Redan under 1700-talet förmodade Lazzaro Spallanzani att tornseglare övernattar i luften, då han ofta kunde observera på kvällen hur de rörde sig allt högre. Därefter har detta bekräftats genom att man följt dem med sportflygplan och senare med radarlokalisering och numera är det obestritt att tornseglare, särskilt icke häckande fåglar, ofta övernattar flygande. Tornseglare är för närvarande den enda seglarart om vilken det med säkerhet är känt att den tillbringar natten på detta sätt. Det anses dock vara sannolikt att även andra arter av denna familj gör detta.
Övervägande vid vackert väder sker det kvällsliga gemensamma uppstigandet under användning av uppvindar över de varmare luftskikten. Natten tillbringar seglarna på höjder mellan 400 och 3 600 meter, ensamma eller i svärmar och oftast tysta. De slår emellanåt med vingarna, men i långsammare frekvens än på dagen. Uppenbart försöker fåglarna så mycket som möjligt förbli stationära och flyger jämförelsevis långsamt mot vinden, så att de vid starkare vindar till och med drivs bakåt och måste flyga tillbaka på morgonen för att återkomma till utgångspunkten. Det är oklart hur tornseglare vilar sig på natten, eftersom den telemetriutrustning som behövs för att genomföra forskning om detta ännu inte är tillräckligt miniatyriserad för att den ska kunna användas för fåglar av denna storlek. Man förmodar en halvsömn liknande den hos valar eller delfiner.
Rörande de evolutionära fördelarna med övernattning i luften har mycket spekulerats och diskuterats. Även för en fågel som är så välanpassad till livet i luften utgör övernattning i flykten en ansenlig merkostnad jämfört med övernattning på marken. Det är säkert att fåglarna inte förblir i luften för att jaga insekter på natten, då de inte kan se tillräckligt bra för detta. Ett försök till förklaring tar som utgångspunkt en brist på lämpliga sovtillfällen, särskilt i det afrikanska vinterkvarteret, där lämpliga bo- och sovplatser redan tas i anspråk av 20 andra inhemska seglararter som häckar där. Enligt denna teori har tornseglaren gjort en dygd av nödvändigheten, då den genom att avstå från att sova på marken har möjlighet att konsekvent följa det största födoutbudet i intertropiska konvergenszonen (se även avsnittet Flyttning).

### Flygning vid lågtryck
När ett lågtrycksområde närmar sig, rycker många tornseglare fram framför dess väderfront. De börjar i många fall redan när kallfronten är 500 till 600 km bort. Fåglarna bildar raskt flockar, som därefter färdas till lågtryckets varmsektor, där de till och med under regn ännu finner tillräcklig föda. Senare flyger de mot vinden igenom lågtryckets kallfront och utsätts då för de kraftigaste regnfallen under kortast möjliga tid. Oftast flyger tornseglarna då förbi lågtryckets centrum medsols och återvänder vanligtvis först efter 1000 till 2000 kilometer till utgångspunkten. I sådana flygningar beblandar sig regelbundet individer från olika regioner.
Vid liknande lågtrycksflygningar deltar i synnerhet de icke häckande fåglarna, alltså framför allt de ettåriga. Men även häckfåglar deltar ofta. Juveniler överlever oftast föräldrarnas frånvaro i en sorts hungersömn.

### Socialt beteende
Tornseglare är sällskapliga över hela året och lever under häckningstiden i regel i kolonier, där många aktiviteter är samordnade. Särskilt uppseendeväckande är de sociala flyktlekarna, som endast är synliga vid gott väder övervägande kvällstid, de så kallade "Screaming Parties", som beledsagas av högljudda skrik. Under dessa bildar fåglarna en mer eller mindre sluten svärm, som tillfälligt kretsar på hög höjd och upprepade gånger med rasande fart förbiflyger tätt intill boplatserna. Alla fåglar i kolonin deltar, även häckfåglarna och på sensommaren de flygga juvenilerna. Vid dessa flyktlekar kan mycket komplexa flygmanövrer ses, som delvis erinrar om flygningarna vid parningsleken. Dessa "Screaming Parties" följs ofta omedelbart av uppstigning till övernattning i luften. Särskilt intensiva är flyglekarna kort före bortflyttningen. Möjligen tjänar de till social samordning.

### Rörelse
En aspekt av tornseglarens extrema anpassning till luftrummet (se Flykt) är också de små fötterna, som inte är särskilt lämpade för marklandning och förflyttning på marken. På marken står den på klorna och hällederna, med lätt sänkt huvud och med rörelse med lång sats med de något utspärrade fötterna förmår tornseglaren springa ödlelikt, vilket gör ett ganska klumpigt intryck. Med de fyra bakåtriktade klorna lyckas adulta fåglar klättra utmärkt. På grenar eller stänger kan tornseglare hänga, men inte sitta.
Även om tornseglare inte utan besvär landar på slät mark kan friska fåglar, trots påståenden om motsatsen, starta utan möda från marken, såvida en tillräcklig fri sträcka för starten finns. Med fötterna kan fågeln skjuta upp sig 30 till 50 centimeter från marken eller ta sig upp i luften efter en språngmarsch på 3 till 5 steg. Fastän handpennornas spetsar berör marken vid en sådan start, stöter sig tornseglaren aldrig upp från marken med vingarna. Det finns dock en observation där en tornseglare samtidigt med hoppet hävde sig upp med vingarna och flög iväg. Försvagade fåglar kan dock klättra uppför grenar och träd för att enklare kunna starta därifrån.

### Putsning

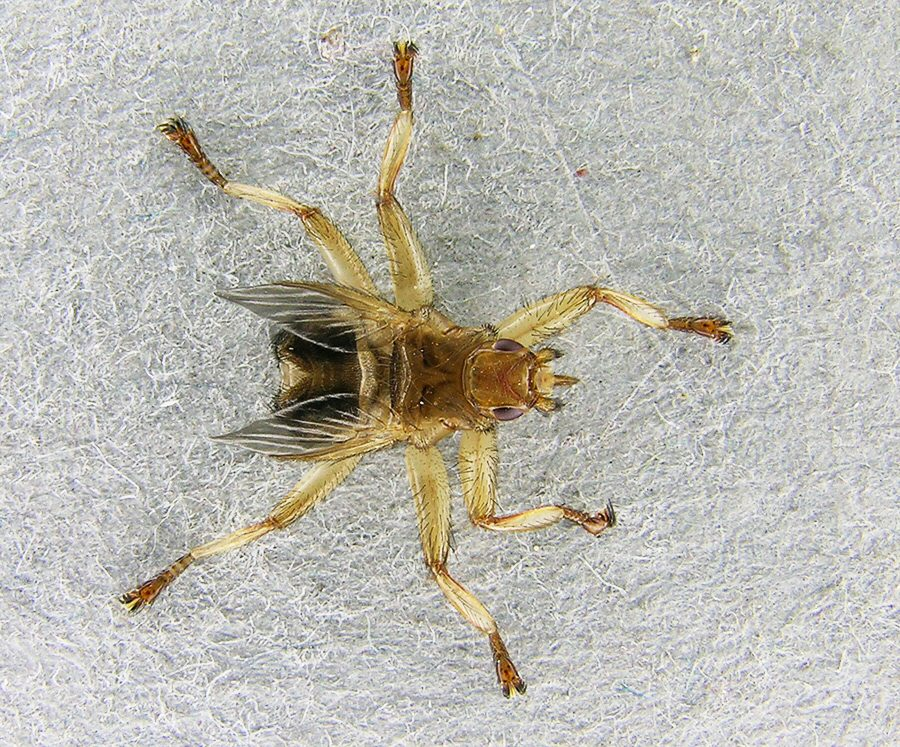
Svalfluga (Crataerina pallida).

Fjäderdräkten sköts genom att bröst och axlar samt vingtäckare ut till handens mitt bearbetas i flykten med näbben och om så behövs, med hjälp av en kursändring. Rengöringen av de delar av fjäderdräkten som inte nås med näbben och ordnandet av vingfjädrarna sker genom raska, alternerande fram- och tillbakadragningar av vingarna längs sidan. Ett annat beteende, då fågeln svänger omkring med vingarna slående nedåt, är uppenbart en reaktion på störande retningar i fjäderdräkten. Sannolikt görs det också för att skaka av lusflugor. Djur som sitter i bohålan tillbringar den mesta tiden med att putsa sig. Tack vare huvudets stora vridbarhet kan samtliga områden på kroppen nås, men komplett putsning av fjäderdräkten åstadkoms bara hängande.

### Aggressivt beteende
Tornseglare i bohålet förhåller sig mycket aggressivt gentemot obekanta artfränder. Hålets innehavare rör sig hotfullt med sträckta och höjda vingar mot inkräktaren och visar dessutom upp sina fötter som "vapen" genom att upphäva den tillvända vingen och vippa kroppen åt sidan. Om den inkräktande fågeln reagerar med samma beteende slåss fåglarna mot varandra med vingslag och näbbhugg. Sådana häftiga strider som beledsagas av högljudda skrik varar inklusive tillfälliga avbrott ofta över 20 minuter, ibland till och med 2 till 5 timmar. Strider om boplatser med artfrämmade konkurrenter som stare eller gråsparv liknar strider inom arten, men motståndaren blir i detta fall inte sällan sårad eller dödad.
Om lärkfalk och andra större rovfåglar visar sig bildar tornseglare en flock, ofta även gemensamt med svalor. De kretsar då sällskapligt över och under angriparen och skruvar sig som denne i höjden. Ibland sker förmodligen även skenangrepp. Om fienden avlägsnar sig förföljs den ännu en stund. Under normala förhållanden lyckas rovfåglar endast i undantagsfall ta en tornseglare ur flocken.

## Föda och födosök
Tornseglare är luftjägare som livnär sig uteslutande på insekter och spindlar som de fångar i flykten på upp till en kilometers höjd. Den regionala vanligheten av bestämda byten i luftrummet och näringsspektrumet för fåglarna där stämmer i största utsträckning överens, så att man kan utgå från att tornseglare inte är kräsna och utnyttjar alla tillgängliga objekt av lämplig storlek. I Europa har över 500 arter påvisats som byte. Av detta kan man utgå från ett väsentligt högre tal, eftersom de undersökningar som hittills har utförts inskränker sig till endast ganska få vistelseorter. Huvudbyte är bladlöss, steklar, skalbaggar och tvåvingar. Ofta spelar även flygande myrstadier och i Afrika dessutom termiter en viktig roll. När det finns möjlighet att välja föredrar tornseglarna bytesdjur med en kroppslängd på mer än 5 millimeter. Ett av de största djur som påvisats som bytesdjur är större bandfly, ett nattfly med en kroppslängd på 26 till 29 millimeter.
Födosöket sker praktiskt taget uteslutande i luften. Sökning efter föda på stuprör, skärmtak eller liknande är sällsynt. Efter väder och fördelning av utbudet jagar tornseglare i växlande områden och höjder, vid lägre temperaturer ofta på kort avstånd från vegetationen. Normalt ligger flyghöjden mellan 6 och 50 meter, men på varma dagar ofta även över 100 meter över marken. Det förmodligen bästa jaktresultatet sker vid vindstilla och varm väderlek. Födosöket sker i växling mellan slagflykt och glidflykt med snabba riktningsändringar. Näbben öppnas först när den hugger till. Dock uppnår tornseglare inte den extrema rörligheten hos svalorna, som dessutom inriktat fångar större insekter än tornseglare gör, och svalornas luftjakt anses vara väsentligt effektivare. Vid födosöket håller fåglar som flyger avlägset från varandra kontakt optiskt, så att när svärmande myror stiger uppåt infinner sig ofta hundratals tornseglare inom några minuter.
Ungarnas föda skiljer sig inte väsentligt från de adulta fåglarnas övriga bytesspektrum. Den består nästan uteslutande av objekt från 2 till 10 millimeters längd. Häckfåglar samlar födan i strupsäcken, tills en definierad mängd är samlad, som vid gott väder redan kan vara tömd redan på knappt 40 minuter, men varar vid sämre väderlek dock betydligt längre. Ett häckande par som matar ungar kan under goda betingelser framskaffa 50 gram foder på en dag, vilket motsvarar mer än 20 000 insekter eller spindeldjur.
De dricker genom att svepa över en vattenyta och därefter snappa åt sig vatten. Drickandet sker i en snabb, jämn glidflykt, då kroppen bildar en vinkel på ungefär 20 till 35 grader till vattenytan. Vingarna hålls därvid i V-ställning. Näbben doppas ned på en sträcka på ungefär en halv meter och nästan samtidigt som näbben öppnas trycks stjärtfjädrarna nedåt.

### Hungerstelhet
Under ihållande lågtryck händer det att adulta fåglar tvingas stanna kvar i boet upp till en vecka utan föda och faller in i ett dvalliknande, växelvarmt tillstånd som minimerar energiåtgången. Samma sak kan hända med ungarna om föräldrarna väljer att flyga på andra sidan ett lågtryck och vara borta upp till två veckor.  Äldre, befjädrade boungar kan då genomgå näringsbrist och hamna i dvala. Då blir alla kroppsfunktioner begränsade till ett minimum. Hjärtslag och andning blir långsammare. Kroppstemperaturen sjunker från normalvärdet som ligger vid ungefär 39 °C efter en tid till knappt över omgivningens temperatur. Först förbrukas fettreserverna, slutligen angrips även kroppsvävnad, framför allt muskulaturen eller levern. På detta sätt kan boungarna överleva en till två veckor utan föda. Om kroppstemperaturen underskrider 20° C inträffar i regel döden.
Även adulta fåglar kan i begränsad utsträckning falla i dvala, men då endast överleva tre till fyra dagar utan föda. Om djuren vid en lågtrycksflygning inte kommer till områden med bättre förhållanden, samlar de sig tätt ihopträngda och orörliga på murar och bergväggar. Tornseglare i detta tillstånd kan knappt observeras, eftersom de drar sig tillbaka till skyddade nischer, därför att de på grund av starkt reducerade reflexer annars skulle vara hjälplöst utlämnade åt fiender.

## Predatorer och parasiter

### Predatorer
Tornseglarens naturliga fiender är i Mellaneuropa framför allt lärkfalk och pilgrimsfalk, som ofta jagar tornseglaren i luften. Andra rovfåglar som tornfalk och sparvhök, men även ugglor, tar mer sällan tornseglare, framför allt när bytet är försvagat av exempelvis näringsbrist. Vid dåligt väder lyckas även tamkatter ibland fånga fåglarna när de flyger lågt. I häckningshålet utgör stenmård och vessla ibland ett hot.

### Parasiter

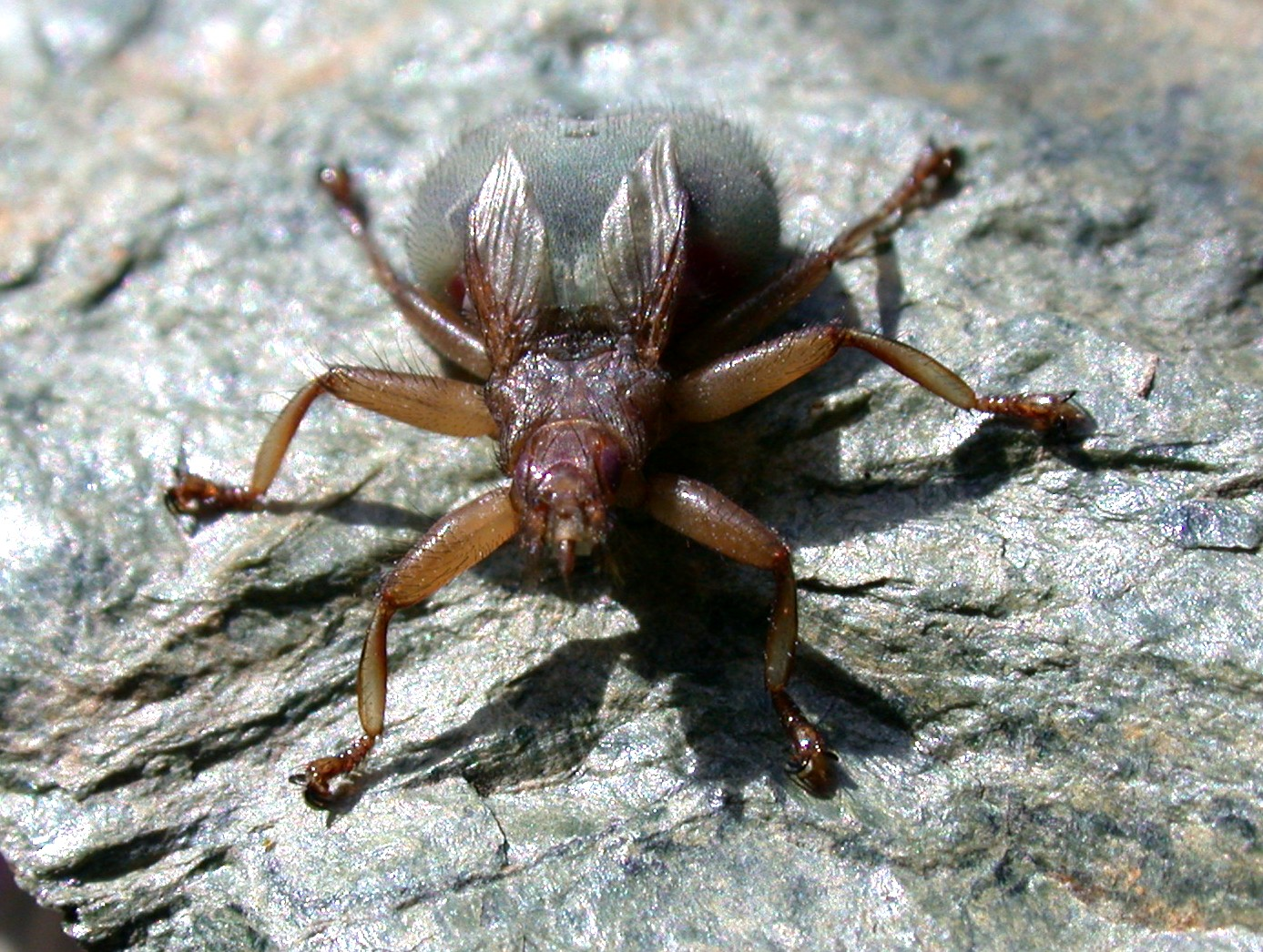
Fullmatad svalfluga.

Särskilt att framhålla är svalflugan (Crataerina pallida), en parasit som är specialiserad på denna art. Svalflugans livscykel är synkroniserad med seglarens. Larverna som läggs i häckningshålet kläcks tillsammans med fågelungarna. De 6 till 10 millimeter stora parasiterna, som föredrar att suga på halsen och buken, kan försvaga ungfåglar. Det är inte känt om tornseglarens dödlighet påverkas av detta. Upp till 12 svalflugor kan befinna sig i en bounges fjäderdräkt, och hos en adult fågel kan det vara upp till 20. Uppenbarligen plockar fåglarna bara bort parasiterna när de kan komma åt dem, och äter inte upp dem. Svalflugorna är så anpassade till tornseglarna att de inte längre aktivt kan flyga, utan endast segla.
Förutom svalflugor förekommer även andra parasiter som bandmaskar, kvalster och löss. Deras inflytande på dödlighet och livslängd är oklart.

## Status och hot

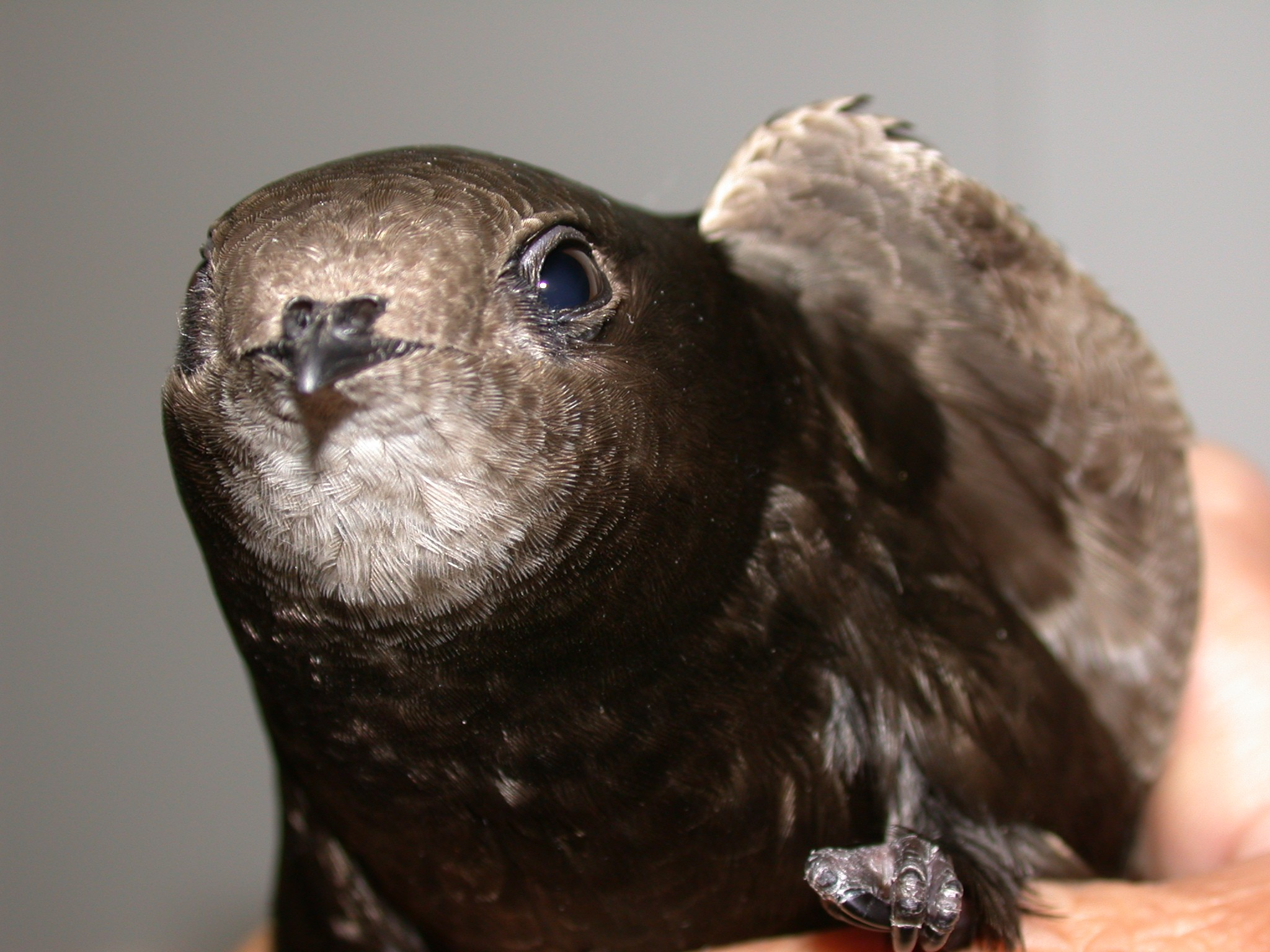
Tornseglare.

Tornseglaren är till sitt bestånd globalt hittills inte bedömd som hotad av IUCN. Men det europeiska beståndet bedömdes 2020 som nära hotad. Redan år 2003 valdes arten av  Naturschutzbund Deutschland till "årets fågel". Tornseglaren skulle därmed fästa uppmärksamhet på problem i dess livsområde, även för andra arter som häckar i byggnader.
Det europeiska beståndet uppskattades 1997 till mellan 4,0 och 4,9 miljoner fåglar och populationen i hela världen till ungefär 25 miljoner individer. Dessa beståndstal är dock endast grova uppskattningar, då dessa i de enskilda områdena oftast härleds från det maximala antalet flygande individer och tillförlitliga angivelser knappast finns för större områden. Detta visar sig också i det att de tal som BirdLife International publicerat för det europeiska beståndet 2015 är i storleksordningen tio gånger högre. som de ovan nämnda, som publicerades 1997 av Boano och Delov.
Fastän hittills inga exakta tal föreligger utgås från en ökning av populationerna under 1900-talet, då tornseglaren har gynnats av urbaniseringen och den byggnadsstil som var förhärskande vid denna tid. Nutida byggnader och moderniserade fasader erbjuder dock betydligt färre nischer som är lämpade till boplatser än äldre byggnader. Möjligen verkar tornseglarens trohet till häckningplatsen här även till ytterligare nackdel, då seglare som kommer tillbaka från vinterkvarteret ofta efter en modernisering står framför en "stängd dörr". Under de senaste åren tycks så, trots klimatutvecklingen i Mellaneuropa som för tornseglaren egentligen är gynnsam, en lätt tillbakagång avteckna sig. En ytterligare observerad effekt är försvinnande från centrum i storstäder som London. Här utgår man från att inte föroreningen av luften är orsak, utan det tilltagande avlägsnandet av fria områden och vattendrag i omlandet.

### Status i Sverige
Häckfågeltaxering av tornseglare har pågått sedan 1975 och den visar att arten tydligt minskat i antal, de senaste 24 åren med cirka 50 %. Anledningen till minskningen är inte känd men den kan vara att tornseglaren får svårt att hitta boplatser som en följd av ändrad takläggningsteknik – eller en ökad giftanvändning i Afrika. Sedan 2010 tas tornseglaren upp på Artdatabankens rödlista. Hotnivån har gradvis höjts, från nära hotad 2010 till sårbar 2015 och nuvarande status starkt hotad 2020. Den svenska populationen uppskattas till cirka 600 000 par.

## Tornseglare och människan

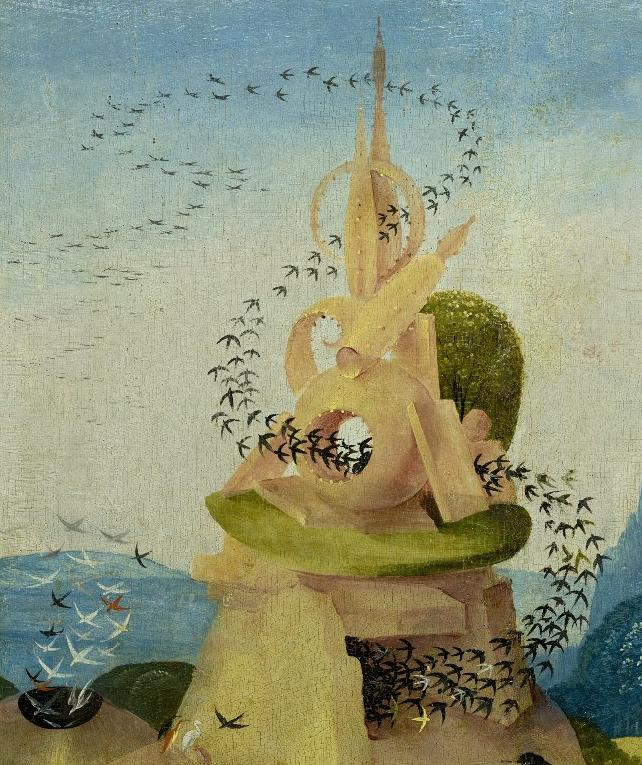
Detalj ur Hieronymus Boschs triptyk Lustarnas trädgård där himlen i Edens trädgård är full av tornseglare.

### Namn
Dess vetenskapliga namn "Apus" är en latinisering av grekiskans ἄπους apous som betyder fotlös. Detta epitet gavs tornseglaren eftersom dess ben är mycket korta och under flygningen helt dolda i fjäderdräkten.
Före 1980 var dess officiella trivialnamn tornsvala men eftersom arten inte är en svala bytte SOF:s namnkommitté dess namn. Förledet "torn" har fågeln tilldelats på grund av sin vana att bygga bo i exempelvis kyrktorn. Mot namnbytet har kritik riktats för dess brott mot den folkliga namngivningstraditionen och dess inkonsekventa genomförande. Ett annat äldre namn är ringsvala.
Bland äldre dialektala namn återfinns exempelvis regnspira i Västerbotten. Andra äldre folkliga namn har varit regnsvala, kyrksvala, skogssvala, långvinge, djävulsfågel, nattsvala, svartsvala, gråsvala och svalhök. Även lärda författare använde olika trivialnamn på tornseglaren. Anders Jahan Retzius kallar den ringsvala i sin upplaga av Fauna Svecia 1800, medan Olof Rudbeck d.y. kallar den spirsvala i Rudbecks fågelbok 1693. Sven Nilsson använder dock namnet tornsvala (men med alternativnamnet ringsvala) i sin Skandinavisk Fauna 1824.

### Folktro
Trots att tornseglare häckar i närheten av människan har de inte fått någon särskild folklig uppmärksamhet. Det finns förhållandevis få antydningar om mytologiska egenskaper för denna fågel. Dock kan detta bero på att seglare i många texter blandats samman med svalor eller att äldre texter där seglare faktiskt omnämnts senare har blivit felöversatta. Ett exempel är i bibelavnittet Jesaja 38:14 som i 1917 års svenska översättning löd:
| ”           | Jag klagade såsom en svala, såsom en trana, jag suckade såsom en duva; matta blickade mina ögon mot höjden: »HERRE, jag lider nöd; tag dig an min sak. | „ |
| – Jes 38:14 | |   |

I den ursprungliga bibeltexten används ordet "cuc" vilket både på hebreiska och arabiska betyder "seglare".

I vissa områden i England hade tornseglare rykte om att vara "djävulsfåglar" ("devil birds" eller "screech devils"). Deras plötsliga uppträdande vid början av sommaren, tillsammans med den svarta fjäderdräkten och det högljudda skriet, tycktes kusligt för människorna. 

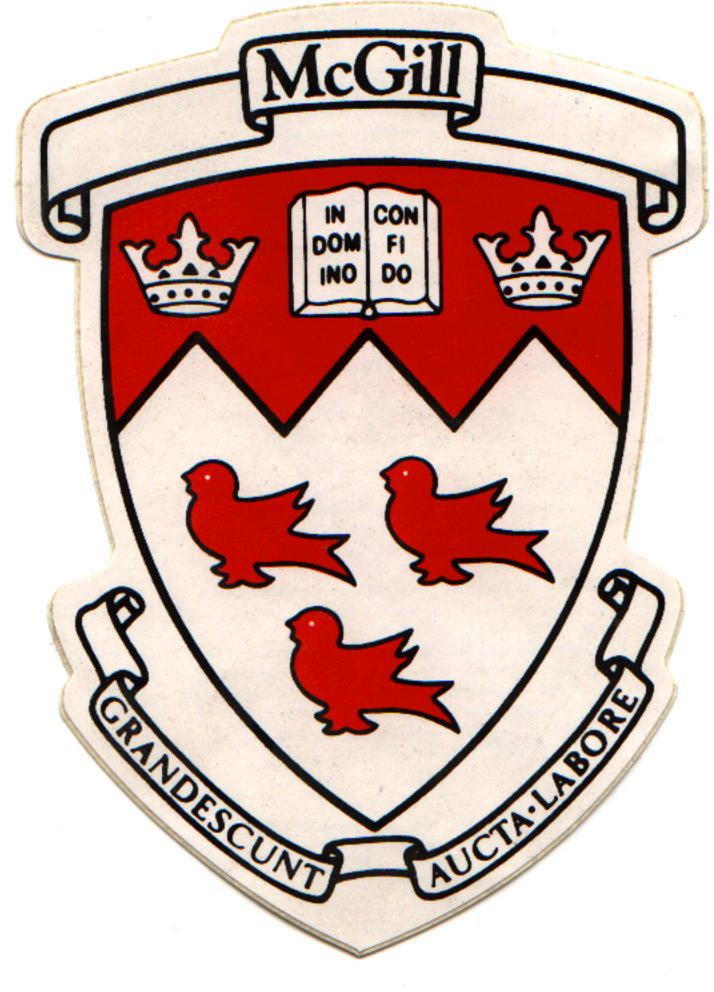
Exempel på den brittiska heraldiska fotlösa fågeln som på svenska kallas merlett och som påminner om en seglare eller en svala.

I motsats till detta värderade tyrolarna tornseglarna positivt. Där sågs de som lyckobringare och antog den roll som ladusvalor och hussvalor tillskrevs i Tyskland. Från Plinius är även en nyttoanvändning från folkmedicinen bevarad, nämligen skulle buksmärtor kunna behandlas med tornseglare som inlagts i vin.

### Heraldik
Inom brittisk heraldik förekommer en fotlös fågel som på svenska kallas merlett och på engelska "marlet". Merletten kan härstamma från tornseglaren men härleds oftast till svalorna. Det förekommer även en fransk heraldisk fågel som kallas merlett men som refererar till en annan typ av fågel. Läs mer om detta i artikeln merlett.